# Andlersdorf
Andlersdorf (horvátul Rozvrtnjak vagy: Stjevo) osztrák község Alsó-Ausztria Gänserndorfi járásában. 2020 januárjában 141 lakosa volt. 

## Elhelyezkedése

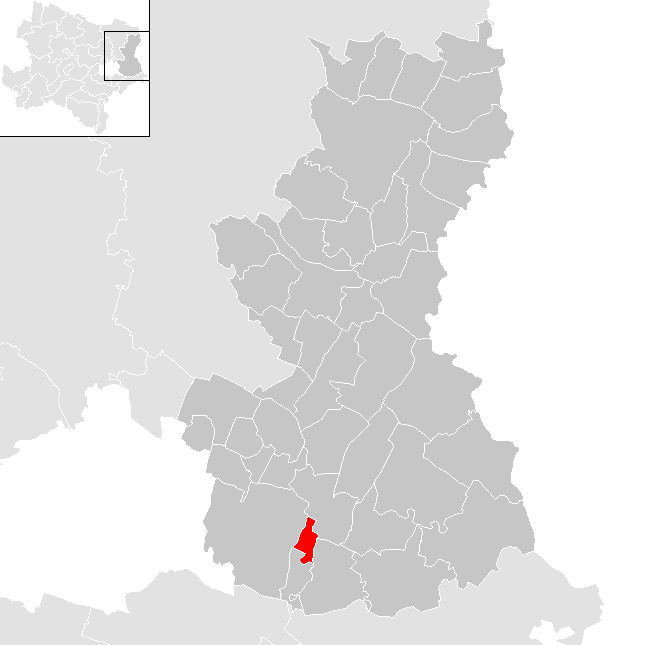
Andlersdorf a Gänserndorfi járásban

Andlersdorf a tartomány Weinviertel régiójában fekszik a Morva-mező déli részén. Területének 3,8%-a erdő, 89,6% áll mezőgazdasági művelés alatt. Az önkormányzat egyetlen katasztrális községből áll.
A környező önkormányzatok: északkeletre Leopoldsdorf im Marchfelde, délkeletre Orth an der Donau, délre Mannsdorf an der Donau, nyugatra Groß-Enzersdorf. 

## Története
Andlersdorf először 1324-ben említik.
1938-ban két fogadóst, két kereskedőt, egy kovácsot, egy szabót, egy sintért és számos földművest számláltak össze a községben. 
A második világháborúban 1944 júniusától magyar zsidó kényszermunkásokat (köztük nőket és gyerekeket) dolgoztattak az andlersdorfi földeken. 

## Lakosság
Az andlersdorfi önkormányzat területén 2020 januárjában 1298 fő élt. A lakosságszám a csúcspontját 1939-ben érte el 310 fővel, majd egy jelentős visszaesés után 1971 óta stabilizálódott. 2018-ban az ittlakók 86,5%-a volt osztrák állampolgár; a külföldiek közül 0,6% a régi (2004 előtti), 12,9% az új EU-tagállamokból érkezett. 2001-ben a lakosok 84,7%-a római katolikusnak, 7,6% pedig felekezeten kívülinek vallotta magát. Ugyanekkor a legnagyobb nemzetiségi csoportot a német (91,5%) mellett a szerbek (1,7%) alkották. 
A népesség változása:

| 2016 | 130 |
| 2018 | 137 |

## Látnivalók
- a Mária születése-templom

## Fordítás
- Ez a szócikk részben vagy egészben  az   Andlersdorf című német Wikipédia-szócikk ezen változatának fordításán alapul.  Az eredeti cikk szerkesztőit annak laptörténete sorolja fel. Ez a jelzés csupán a megfogalmazás eredetét és a szerzői jogokat jelzi, nem szolgál a cikkben szereplő információk forrásmegjelöléseként.